# Хуліо Кінтана
Хуліо Хільберто Кінтана Кальмет (ісп. Julio Gilberto Quintana Calmet, 13 липня 1904 — 16 червня 1981) — перуанський футболіст, що грав на позиції півзахисника, зокрема, за клуб «Альянса Ліма», а також національну збірну Перу.

## Клубна кар'єра
Грав за клуб «Альянса Ліма» в чемпіонаті Перу.

## Виступи за збірну
У складі збірної був присутній на чемпіонату світу 1930 року в Уругваї, але на поле не виходив.
Помер 16 червня 1981 року на 77-му році життя.